# CK LIVE!!! A-YANKA!!! 日本全国CK地元化計画〜地元です。地元じゃなくても、地元ですツアー2011〜 東京AKASAKA BLITZ
『CK LIVE!!! A-YANKA!!! 日本全国CK地元化計画〜地元です。地元じゃなくても、地元ですツアー2011〜 東京AKASAKA BLITZ』（シーケーライブエーヤンカ にほんぜんこくシーケーじもとかけいかく〜じもとです。じもとじゃなくでも、じもとですツアー2011〜 とうきょうあかさかぶりっつ）は、C&Kの1枚目のライブDVDである。

## 概要
- 初のライブDVD。今作は「大人の事情に引っかかる部分以外は全部見せます!!!ノーカット!!!完全中継!!?ちがうか？ばかやろう」と題した完全版と「いいとことりどり!!!」と題したダイジェスト版の2タイプでのリリースとなった。
- 初の5大都市ワンマンライブツアー『日本全国CK地元化計画〜地元です。地元じゃなくても、地元ですツアー2011〜』から赤坂BLITZで行われた東京公演の模様を収録。
- 完全版のみ特典映像として、「続→CK密着24日」を収録。

## 収録映像曲

### 完全版
- ライブ本編

1. C&K III
2. C&K
3. to di Bone
4. DANCE HALL
5. 日本ビート
6. winter tainer
7. ダイヤモンド
8. ぼくのとなりにいてくれませんか?
9. ぼくのお嫁になってくれませんか?
10. 春と君のシンフォニー
11. C&K II
12. 上京がむしゃら物語
13. 笑えや歌えや
14. 梅雨明け宣言
15. JOY A LIFE
16. 両腕が翼ならば
17. 歩きだせ
18. 続→60億分の1
19. DANCE☆WOMAN
20. RICH☆MAN(JARISEN X JARIJARI)
21. DANCE☆MAN(WOKKY WOKKY×BOGGIE WOGGIE)

- 特典映像

1. 続→CK密着24日

### ダイジェスト版
- ライブ本編

1. C&K III
2. C&K
3. to di Bone
4. DANCE HALL
5. 日本ビート
6. winter tainer
7. ダイヤモンド
8. ぼくのとなりにいてくれませんか?
9. ぼくのお嫁になってくれませんか?
10. 春と君のシンフォニー
11. C&K II
12. 上京がむしゃら物語
13. 笑えや歌えや
14. 梅雨明け宣言
15. JOY A LIFE
16. 両腕が翼ならば
17. 歩きだせ
18. 続→60億分の1
19. DANCE☆WOMAN
20. RICH☆MAN(JARISEN X JARIJARI)
21. DANCE☆MAN(WOKKY WOKKY×BOGGIE WOGGIE)